# Janet Todd
Janet Margaret Todd (fréquemment appelée « Janet M. Todd »), née le 10 septembre 1942, est une critique littéraire britannique, spécialisée en particulier sur la littérature du XVIIIe siècle et du tout début du XIXe siècle, et tout particulièrement sur la littérature féministe. Elle a écrit de nombreux ouvrages de référence sur Mary Wollstonecraft, Jane Austen, Fanny Imlay, etc.

## Biographie
Janet Margaret Todd est une universitaire galloise, auteur respectée de nombreux ouvrages sur les femmes dans la littérature. Elle a fait ses études à l'université de Cambridge puis à l'université de Floride, où elle a entrepris un doctorat sur le poète John Clare. 
Elle est aujourd'hui le professeur de littérature anglaise (professeur « Herbert J C Grierson ») de l'université d'Aberdeen, et est membre honoraire du collège Lucy Cavendish de l'université de Cambridge.   
Le 1er septembre 2008, Janet Todd a pris le poste de Président du collège Lucy Cavendish, dont elle est ainsi devenu le septième président.

## Œuvres
Sur Mary Wollstonecraft
- Mary Wollstonecraft, Columbia University Press, 1976
- Death and the Maidens: The Death of Fanny Wollstonecraft,  Counterpoint , 2007,  (ISBN 9781582433394)
- A Wollstonecraft Anthology

Sur Jane Austen
- Jane Austen in Context, Cambridge University Press, 2006,  (ISBN 9780521688536)

Sur la littérature féministe
- Women's friendship in literature, Columbia University Press, 1980
- Sensibility, Methuen, 1986
- Feminist literary history, Routledge, 1988
- Gender, art, and death, Continuum, 1993
- The Secret Life of Aphra Behn, Pandora Press, 2000,  (ISBN 9780863584169)
- Daughters of Ireland: the Rebellious Kingsborough Sisters and the Making of a Modern Nation,